# Олах, Каталин
Каталин Олах (венг. Katalin Oláh, род. 6 июля 1968, Хайдунанаш, Хайду-Бихар) — венгерская ориентировщица, двукратная чемпионка мира по спортивному ориентированию, многократная чемпионка Венгрии.
Дважды выигрывала классическую дистанцию на чемпионатах мира в 1991 году в Чехии и в 1995 году в Германии.
Каталин Олах и Шарольта Моншпарт — самые известные венгерские ориентировщицы. До сих пор никому из венгерских спортсменов-ориентировщиков не удавалось не то что завоевать золото чемпионатов мира или Европы, но даже войти в шестерку лучших.